# Utricularia amethystina
Utricularia amethystina es una especie terrestre de planta carnívora nativa de  Bolivia, Brasil, Guyana, Perú, y sudeste de Florida. 

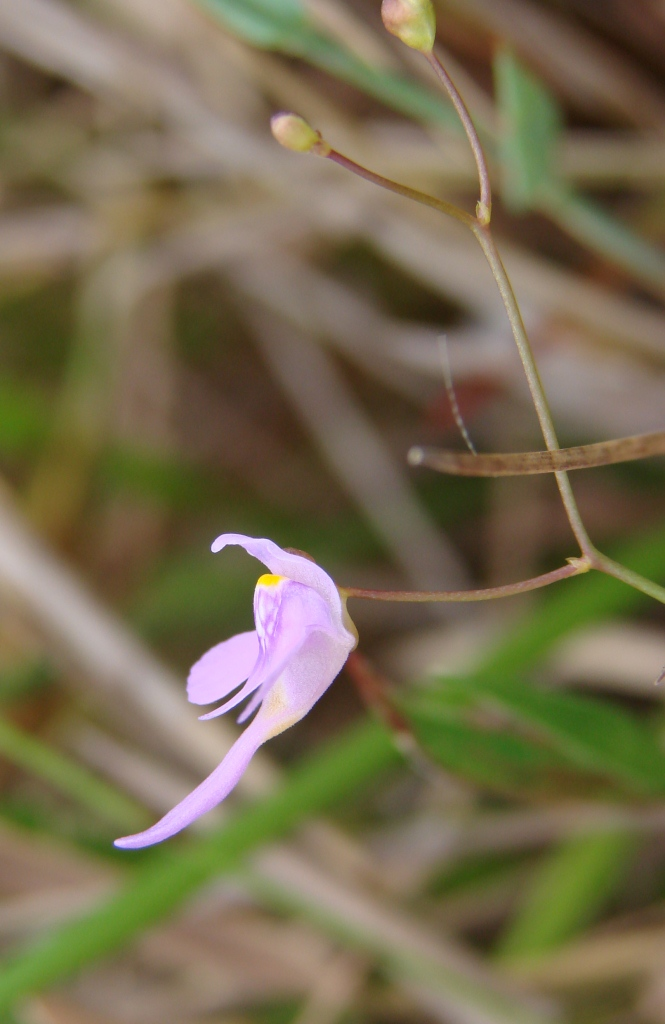
En su hábitat

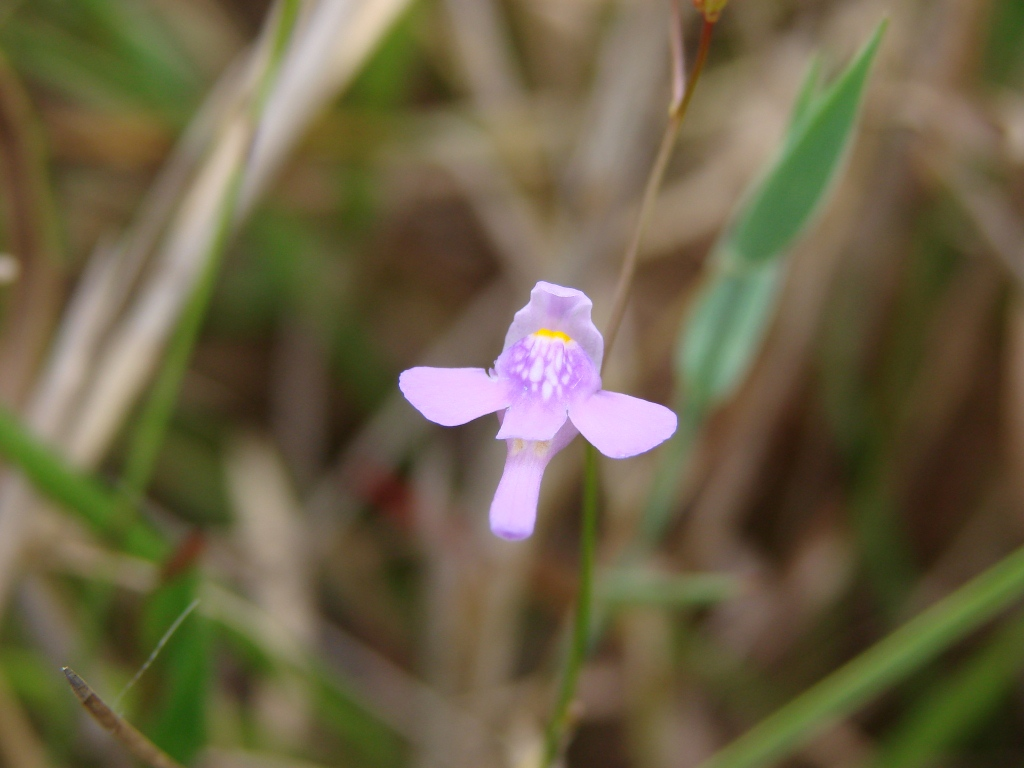
Detalle de la flor

## Descripción
Las pequeñas flores pueden ser de color púrpura, lila, blanco, rosado, crema o amarillo brillante, también varían en tamaño y tonos.

## Taxonomía
Utricularia amethystina fue descrita originalmente por Salzm. ex St.Hil. & Girard y publicado en Comptes Rendus Hebdomadaires des Séances de l'Académie des Sciences 7: 870. 1838.
Etimología
Utricularia: nombre genérico que deriva de la palabra latina utriculus, lo que significa "pequeña botella o frasco de cuero".
amethystina: epíteto latino que significa "de color violeta".
Sinonimia
- Calpidisca amethystina (Salzm. ex A.St.-Hil. & Girard) Barnhart
- Calpidisca modesta (A.DC.) Barnhart
- Calpidisca roraimensis (N.E.Br.) Gleason
- Calpidisca standleyae Barnhart
- Utricularia adenantha Standl.
- Utricularia alutacea Tutin
- Utricularia amethystina f. alutacea (Tutin) Steyerm.
- Utricularia aphylla Vell.
- Utricularia bicolor A. St.-Hil. & Girard
- Utricularia bolivarana Steyerm.
- Utricularia damazioi Beauverd
- Utricularia dawsonii Steyerm.
- Utricularia genliseoides Benj.
- Utricularia hirtella A. St.-Hil. & Girard
- Utricularia kaieteurensis Steyerm.
- Utricularia lindmanii Sylvén
- Utricularia modesta A.DC.
- Utricularia obovata Miq.
- Utricularia punctifolia Benj.
- Utricularia roraimensis N.E.Br.
- Utricularia spatulata Splitg. ex De Vries
- Utricularia spatulifolia Pilg.
- Utricularia standleyae (Barnhart) Rickett
- Utricularia stolonifera Benj.
- Utricularia tepuiana Steyerm.
- Utricularia trinervia Benj.
- Utricularia turumiquirensis Steyerm.
- Utricularia velascoensis Kuntze
- Utricularia versicolor Benj.
- Utricularia williamsii Steyerm.[4]